# Cité ouvrière Notre-Dame-des-Victoires
Pour les articles homonymes, voir Notre-Dame-des-Victoires.

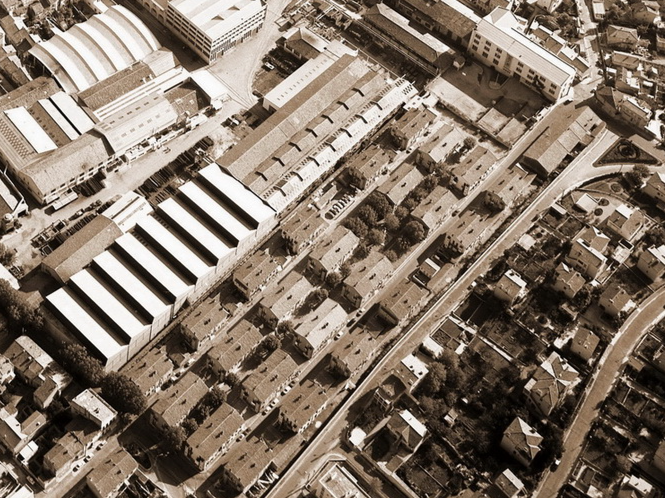
Vue aérienne de la cité ouvrière Notre-Dame-des-Victoires

La cité ouvrière Notre-Dame-des-Victoires était la cité ouvrière du chantier naval de La Ciotat. Construite entre 1855 et 1858 à l'initiative de Victor Delacour, directeur des chantiers navals de La Ciotat, elle est considérée comme la première réalisation en France de la politique paternaliste.
Elle s’étendait sur 21 000 m et devait accueillir près de 800 personnes. Elle était composée de 24 maisons à étage placées au centre d’un jardin, divisées en huit appartements et construites autour d’une vaste allée centrale plantée d’arbres. « Les logements des maisons de 1re catégorie comprennent quatre pièces, deux chambres, une cuisine et un débarras, plus, un jardin de 10 m2, soit une surface totale de 55,70 m2 ; ceux des maisons de 2e catégorie ont une organisation analogue mais n’ont qu’une surface de 37,70 m2 et ne disposent d’aucun jardin. Le montant des loyers varie entre 6 et 8,30 francs par mois suivant le logement ».
La cité était également novatrice dans son application des principes de l'hygiénisme : les logements sont spacieux et aérés, des sanitaires sont présentes dans chaque logement.
« La cité a été entièrement détruite en 1975-76 pour les besoins d‘extension de la compagnie mais il reste toujours le buste de l’ingénieur. »